# NGC 2535
NGC 2535 is een spiraalvormig sterrenstelsel in het sterrenbeeld Kreeft. Het hemelobject werd op 22 januari 1877 ontdekt door de Franse astronoom Édouard Jean-Marie Stephan.

## Synoniemen
- UGC 4264
- IRAS08082+2521
- MCG 4-20-4
- KCPG 156A
- ZWG 119.8
- VV 9
- KUG 0808+253A
- Arp 82
- PGC 22957